# Caffaro di Rustico da Caschifellone
Pour les articles homonymes, voir Caffaro.
Caffaro di Rustico da Caschifellone (vers 1080 – vers 1164), parfois appelé simplement Caffaro, fut un chroniqueur génois du Moyen Âge, qui prit part aux croisades.

## Biographie
Né dans le village de Caschifellone (situé sur le territoire de l'actuelle commune de Serra Riccò, dans le Val Polcevera, près de Gênes) en 1080 ou 1081, il a participé à la première croisade commandée par Godefroy de Bouillon. Revenu en Italie vers 1101, il rédigea un récit de la croisade, puis entreprit une histoire de Gênes (les Annales). Cette chronique, en latin, est la première du genre à Gênes.

## LesAnnales
Cette histoire de la ville de Gênes, qui commence en 1099, semble coïncider avec la création des Compagne. Des historiens, comme Giovanna Petti Balbi, n'hésitent pas à considérer cette chronique comme une « habile opération de propagande » puisque, en commençant par la première croisade (qui n'a pas encore de caractère officiel et public), elle définit ainsi la vocation commerciale de la ville pour les années à venir.
Sa renommée comme croisé lui valut de commander des navires dans la marine génoise et de livrer plusieurs batailles navales contre Pise et d'autres puissances méditerranéennes. Vers la fin de sa longue vie, il devint diplomate, chargé de missions pour le compte du pape Calixte II, de l'empereur Frédéric Barberousse et d'Alphonse VII de Castille.